# 駅前広場第二駅
駅前広場第二駅（えきまえひろばだいにえき、サドグリス・モエダニ第二駅（サドグリス・モエダニだいにえき）、グルジア語: სადგურის მოედანი 2、グルジア語ラテン翻字: Sadguris Moedani 2）、またはステーション・スクエア第二駅（英語: Station Square 2）は、ジョージアのトビリシ、チュグレティス地区にあるトビリシ地下鉄サブルタロ線の駅である。サブルタロ線の東端に位置する。
旧称は、ヴァグズリス・モエダニ第二駅（ვაგზლის მოედანი 2、Vagzlis Moedani 2）。

## 歴史
- 1979年9月15日 - 駅前広場第二駅（ヴァグズリス・モエダニ第二駅）として開業。
- 2011年 - 現駅名に改称。

## 駅構造
建築家のT・カランダゼ (თ. კალანდაძე) が設計した。通路の壁面は黒の大理石で飾られている。出入口は2カ所に設置されており、1カ所はトビリシ中央駅および駅前広場第一駅に連絡、もう1カ所はツォツネ・ダディアニ通りにつながっている。

## 駅周辺
- トビリシ中央駅（グルジア鉄道）